# Borissoglebski (Jaroslawl)
Borissoglebski (russisch Борисогле́бский) ist eine Siedlung städtischen Typs in der Oblast Jaroslawl in Russland mit 5646 Einwohnern (Stand 14. Oktober 2010).

## Geographie
Der Ort liegt etwa 60 km Luftlinie südwestlich des Oblastverwaltungszentrums Jaroslawl am linken Kotorosl-Quellfluss Ustje. Wegen des dort befindlichen altrussischen Boris-und-Gleb-Klosters gilt Borissoglebski als Teil des „Goldenen Rings“.
Borissoglebski ist Verwaltungszentrum des Rajons Borissoglebski sowie Sitz der Landgemeinde Borissoglebskoje selskoje posselenije, zu der neben der Siedlung 40 Dörfer und ländliche Siedlungen gehören.

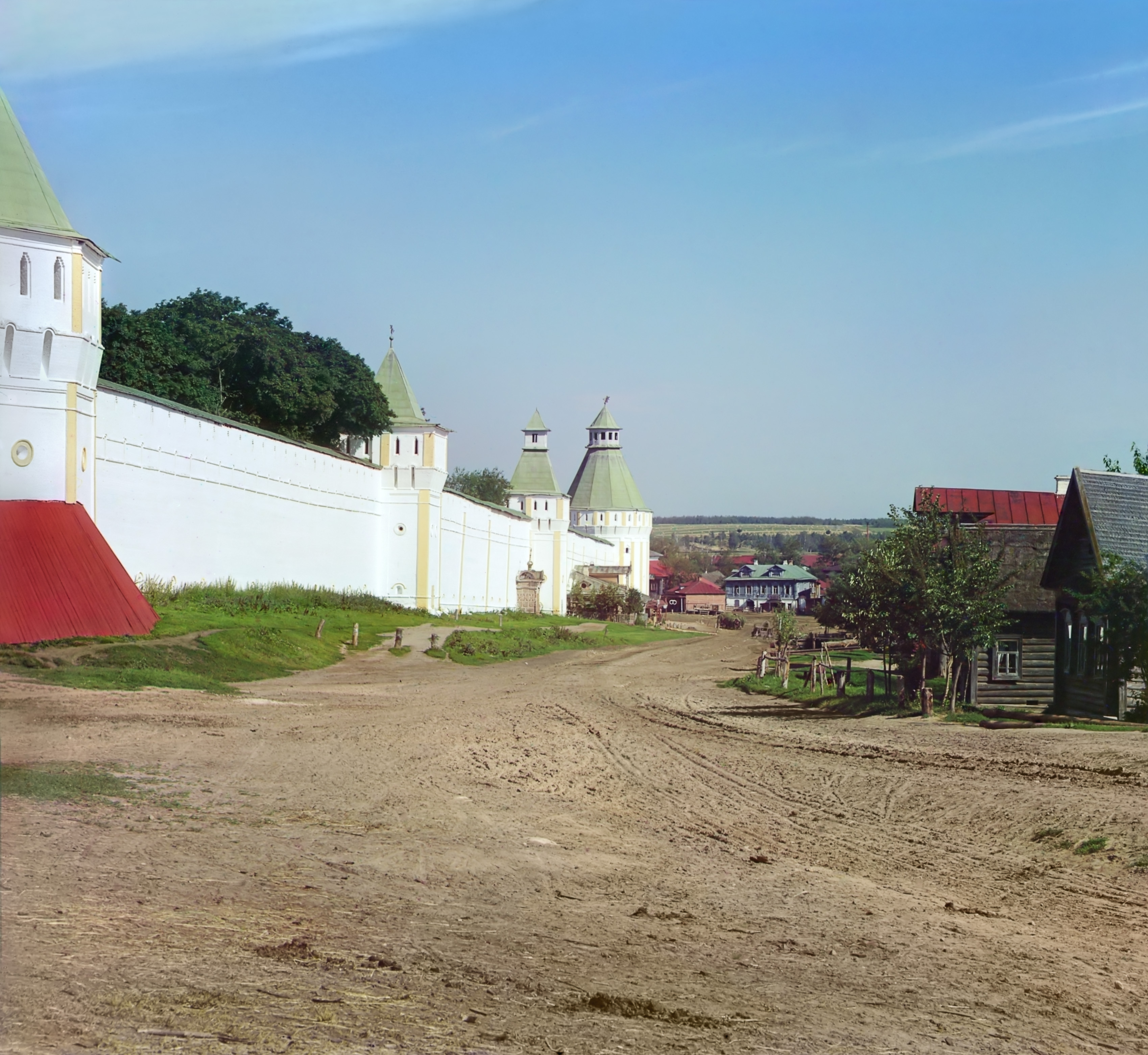
Boris-und-Gleb-Kloster 1911 (frühes Farbfoto von Prokudin-Gorski)
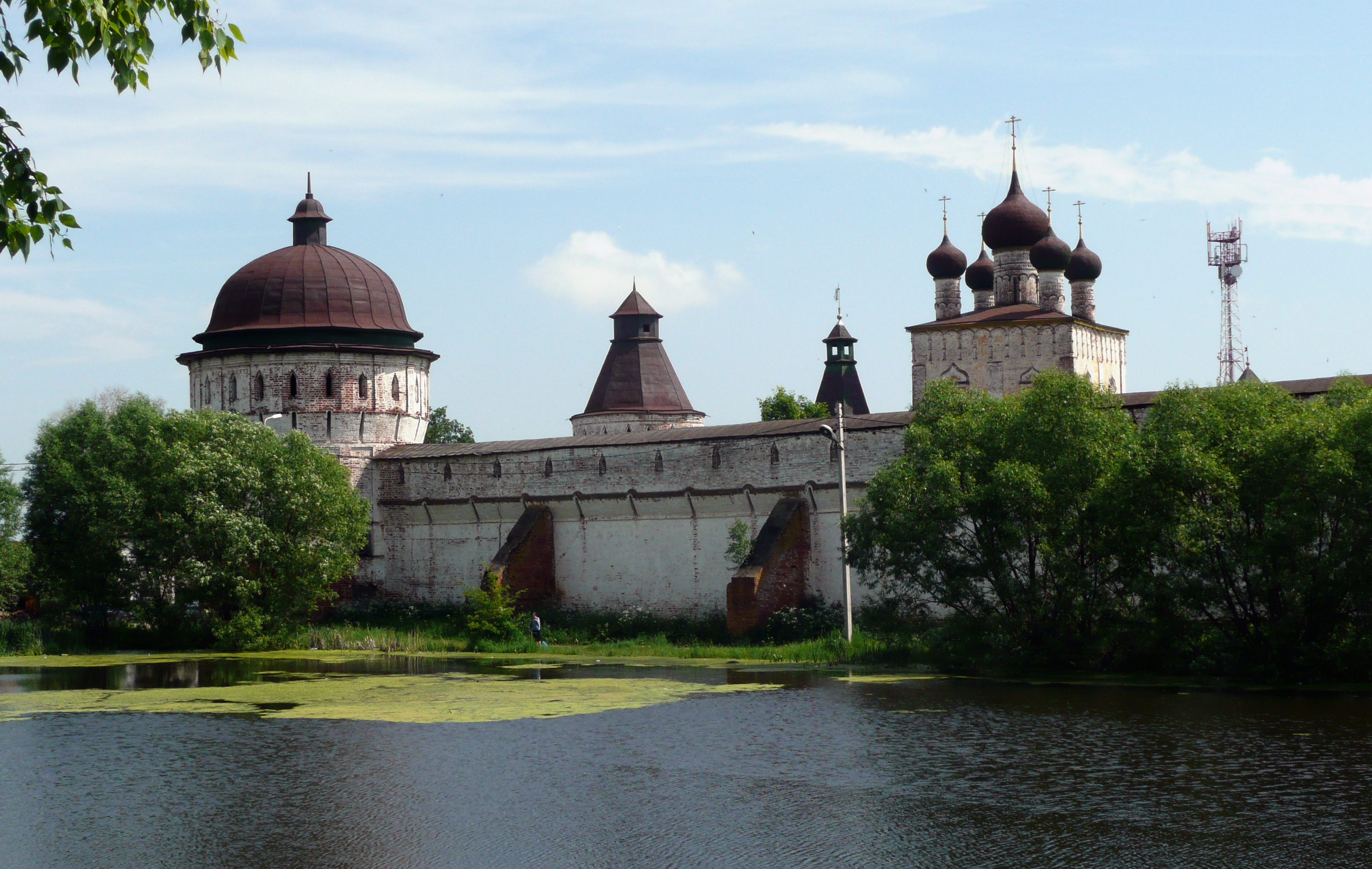
Boris-und-Gleb-Kloster heute (2012)
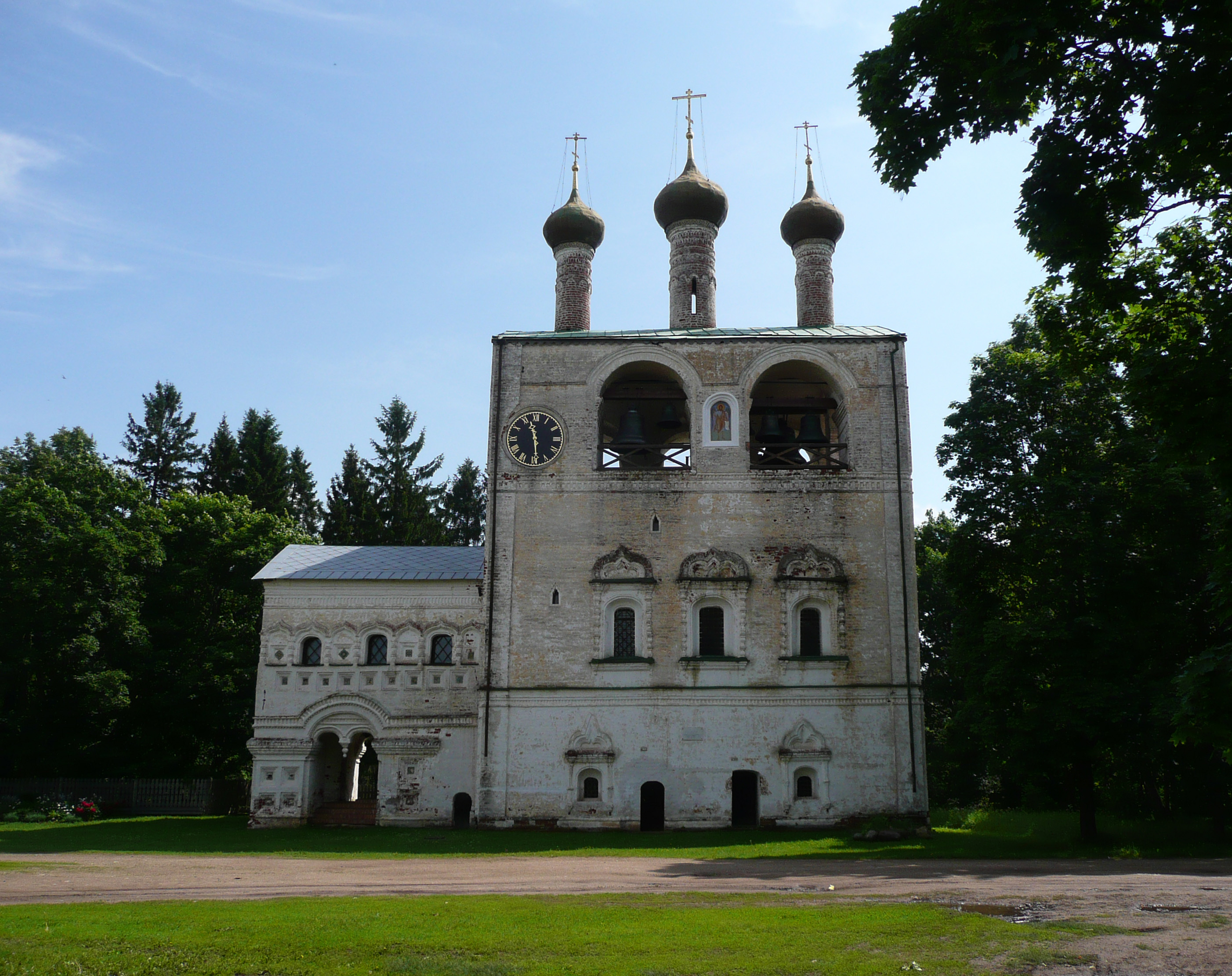
Glockenturm (Swonniza) von 1690
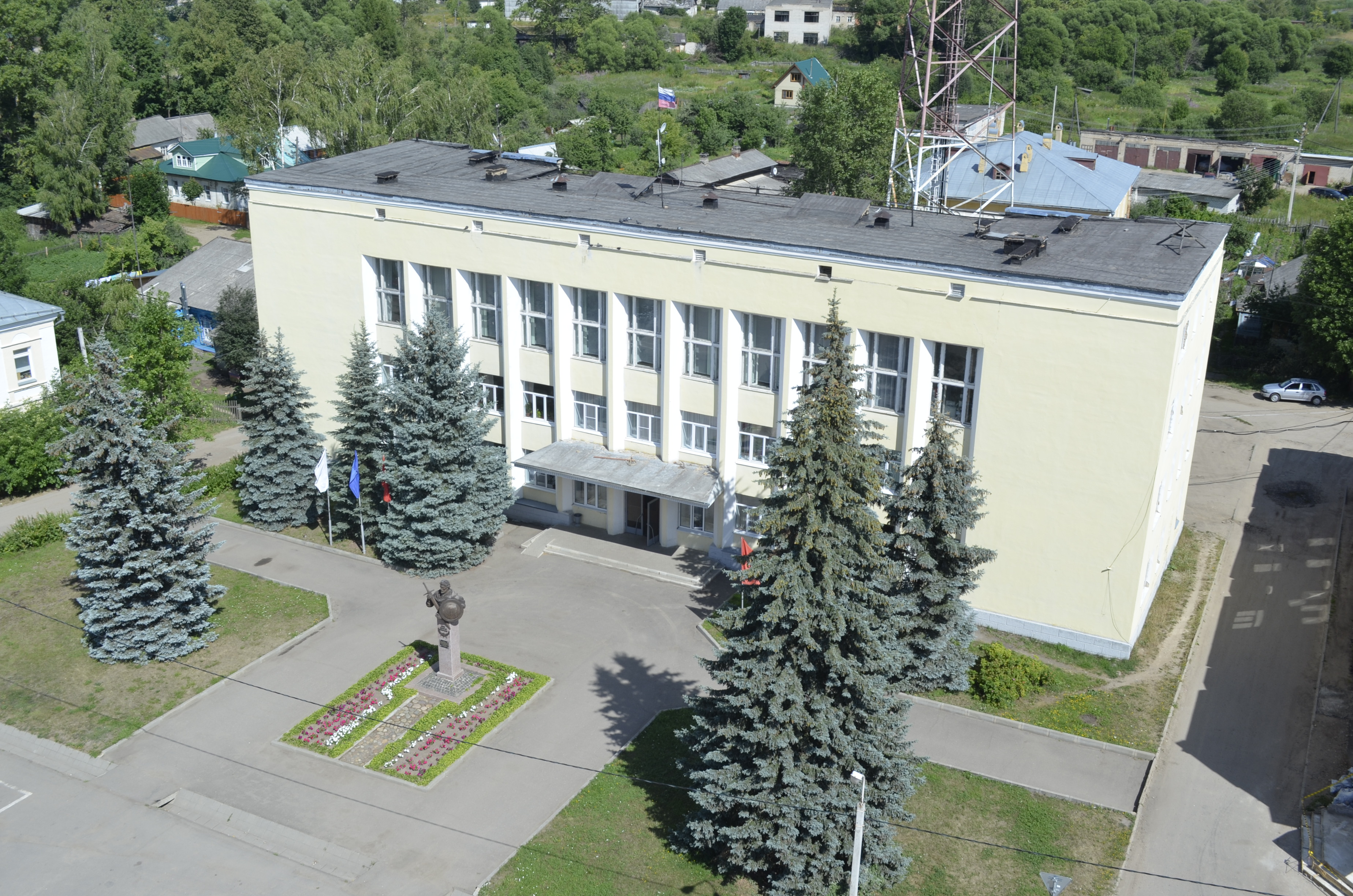
Verwaltungsgebäude in Borissoglebski

## Geschichte
Der Ort geht auf das Boris-und-Gleb-Kloster zurück, das dort in der Nähe der bedeutenden Stadt Rostow 1363 mit dem Segen Sergius’ von Radonesch gegründet wurde. Die um das Kloster entstandenen Ansiedlungen wurden zusammengefasst davon abgeleitet als Borissoglebskije slobody (im Plural) bezeichnet.
Nach der Säkularisation im 18. Jahrhundert gehörten die Ländereien des Klosters zeitweilig Grigori Orlow und der Adelsfamilie Panin. Bis ins 19. Jahrhundert entwickelte sich Borissoglebskije slobody zu einem regional bedeutsamen Handelszentrum mit jährlichem großen Jahrmarkt um den orthodoxen Boris-und-Gleb-Gedenktag (24. Juli).
Am 10. Juni 1929 wurde der Ort Verwaltungssitz eines neu geschaffenen Rajons. 1962 erhielt er den Status einer Siedlung städtischen Typs unter der heutigen Namensform.

### Bevölkerungsentwicklung
| Jahr | Einwohner |
| ---- | --------- |
| 1939 | 3072      |
| 1959 | 3665      |
| 1970 | 4727      |
| 1979 | 5938      |
| 1989 | 6327      |
| 2002 | 5957      |
| 2010 | 5646      |

Anmerkung: Volkszählungsdaten

## Verkehr
Durch die Siedlung verläuft die Regionalstraße 78K-0003, gut etwa 15 km südöstlich bei Rostow von der föderalen Fernstraße M8 Cholmogory Moskau – Archangelsk abzweigt und weiter in das nordwestlich benachbarte, etwa 60 km entfernte Rajonzentrum Uglitsch führt.
In Rostow befindet sich an der Hauptstrecke der Transsibirischen Eisenbahn auch die nächstgelegene Bahnstation.